# Серёжников, Александр Иванович
Александр Иванович Серёжников (1915—1943) — участник Великой Отечественной войны, командир 292-го Волжского стрелкового полка 181-й стрелковой дивизии 13-й армии Центрального фронта, майор. Герой Советского Союза.

## Биография
Родился 15 августа 1915 года на хуторе Грушевка области Войска Донского (ныне Белокалитвинского района Ростовской области) в семье крестьянина. Русский.
Окончил семь классов неполной средней школы. Работал в совхозе.
В 1934 году был призван в ряды Красной Армии. В 1937 году окончил военное пехотное училище. В боях Великой Отечественной войны с февраля 1943 года. Воевал на Центральном фронте. Член ВКП(б)/КПСС с 1942 года.
Командир стрелкового полка майор А. И. Серёжников умело организовал преследование отходящего врага. 20 сентября 1943 года полк обеспечил частям дивизии форсирование реки Десна. Утром 21 сентября полк ворвался в город Чернигов, с ходу форсировал Днепр, закрепился на плацдарме.
2 октября 1943 года майор Александр Иванович Серёжников погиб в бою. Похоронен в братской могиле в сквере города Чернигова.

## Награды
- Указом Президиума Верховного Совета СССР от 16 октября 1943 года за мужество и героизм, проявленные при форсировании Днепра и удержании плацдарма на его правом берегу, майору Александру Ивановичу Сережникову посмертно присвоено звание Героя Советского Союза (посмертно).
- Награждён орденом Ленина, орденами Суворова 3-й степени и Александра Невского, а также медалями.
- Был награждён знаком «Отличник РККА»[1].

## Память
- Именем Героя названа улица в Чернигове, где на одном из домов установлена мемориальная доска[2].
- Навечно зачислен в списки 1-й патрульной роты воинской части 5129[3].
- Имя Героя носит «Средняя общеобразовательная школа № 16 имени Героя Советского Союза Сережникова А. И.» городского округа Балашиха[4].